# International Conference on the Great Lakes Region
International Conference on the Great Lakes Region (ICGLR), fransk: Conférence Internationale sur la Région des Grands Lacs (CIRGL), er en mellemstatslig organisation af afrikanske lande i de store søers område.

## Medlemmer
Organisationen har følgende 12 medlemsstater:
- Angola
- Burundi
- Centralafrikanske Republik
- Republikken Congo
- Demokratiske Republik Congo
- Kenya
- Rwanda
- Sudan
- Sydsudan
- Tanzania
- Uganda
- Zambia

Desuden samarbejder de med 7 samarbejdsstater ("co-opted states"):
- Botswana
- Egypten
- Etiopien
- Malawi
- Mozambique
- Namibia
- Zimbabwe